# 팡크슈트라세역
팡크슈트라세역(U-Bahnhof Pankstraße)은 베를린 미테구 게준트브루넨에 있는 U8의 역이다. 2019년/2020년에 엘리베이터가 설치될 예정이었으나 2023년까지 엘리베이터가 설치되지 않았다. 역사 벽면은 갈색 타일, 기둥부는 알루미늄 패널로 마감되어 있다.
1973년 9월에 착공하여 1977년 10월 5일 U8 노선의 게준트브루넨-오슬로어 슈트라세 연장 당시에 개업했다.

## 방공호

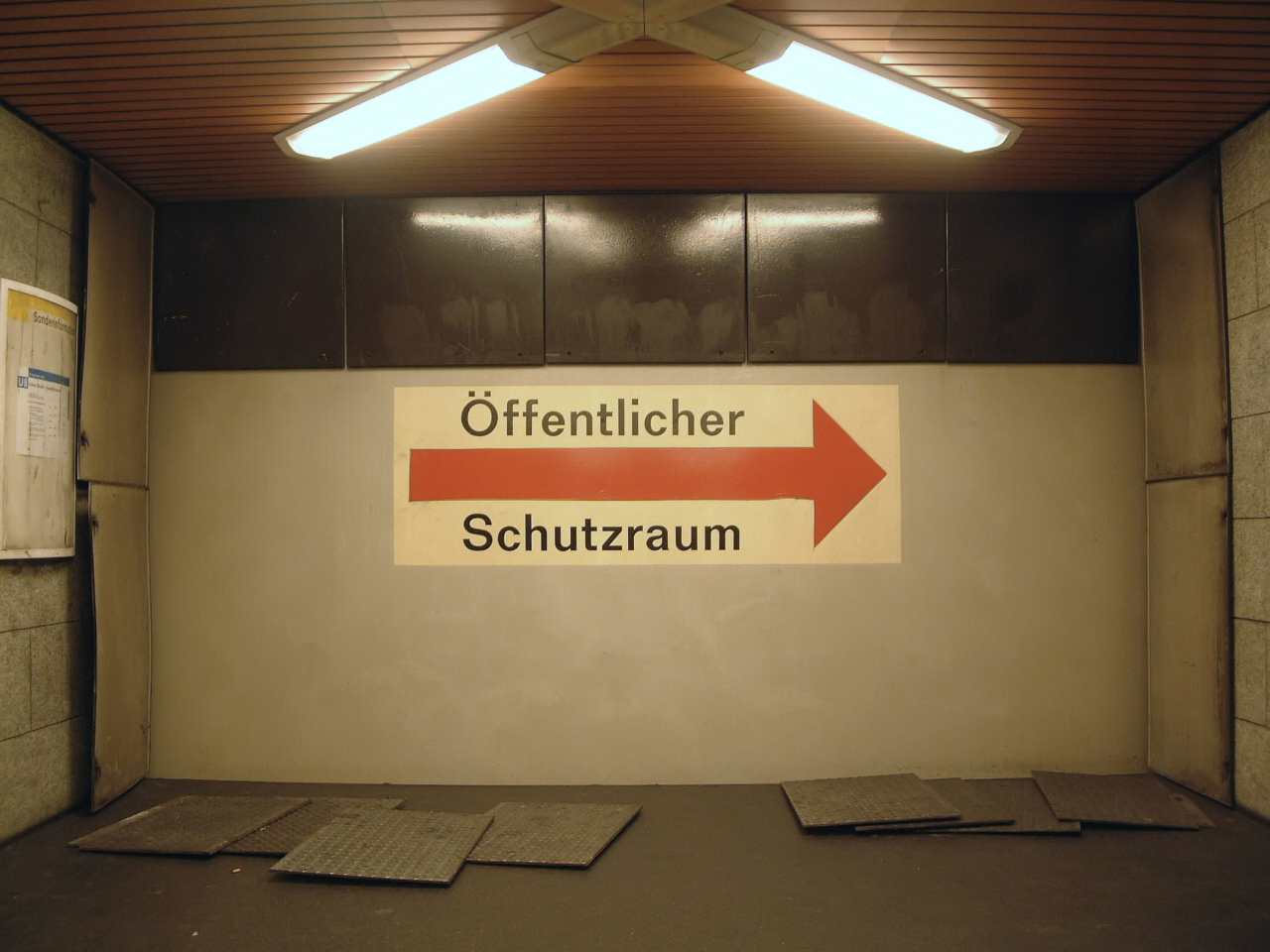
방공호 입구

전쟁 및 위기 상황 시 역 승강장 및 인근 공간을 방공호로 사용할 수 있도록 다목적으로 설계되었다. 화장실, 비상 조리실, 필터가 장착된 외기 순환 장치가 설치되어 있다. 비상 상황 시 최대 3339명을 수용할 수 있다. 방공호 건설 비용은 연방재무부에서 부담했다. 방공호는 이후 민간에 개방되어 Berliner Unterwelten의 가이드 투어를 통해서 둘러볼 수 있다. 방공호 자체는 BVG에서 관리하고 있다. 2011년에 역 건물과 방공호가 건축 유산으로 지정되었다.

## 인접 철도역
베를린 버스 M27번과 환승할 수 있다.
| 베를린 지하철 8호선              | 베를린 지하철 8호선 | 베를린 지하철 8호선             |
| -------------------------------- | ------------------- | ------------------------------- |
| 게준트브루넨 헤르만슈트라세 방면 | U8                  | 오슬로어 슈트라세 비테나우 방면 |